# Catharijnebaan

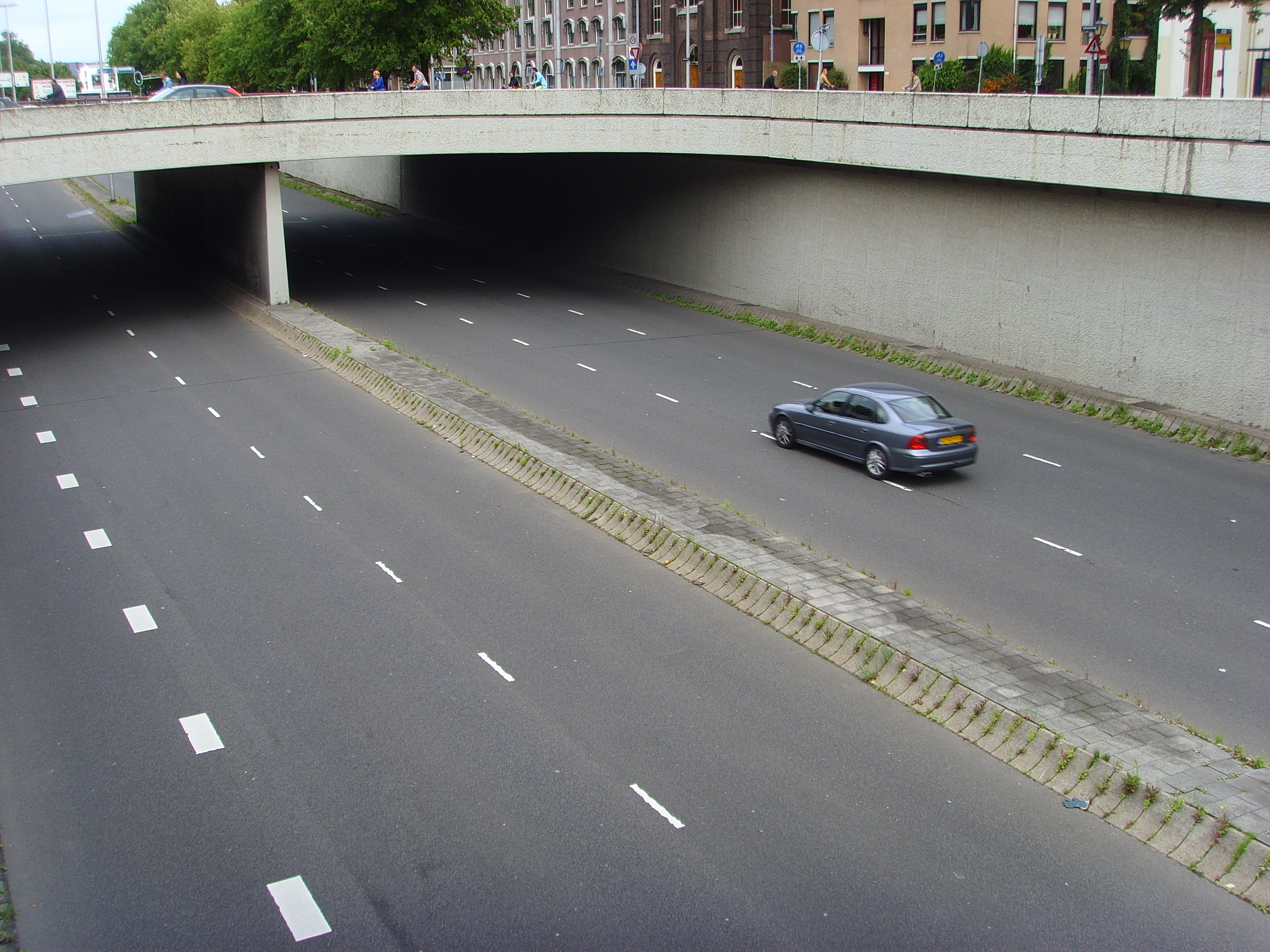
De open tunnelbak tussen Vredenburg- en Catharijneviaduct

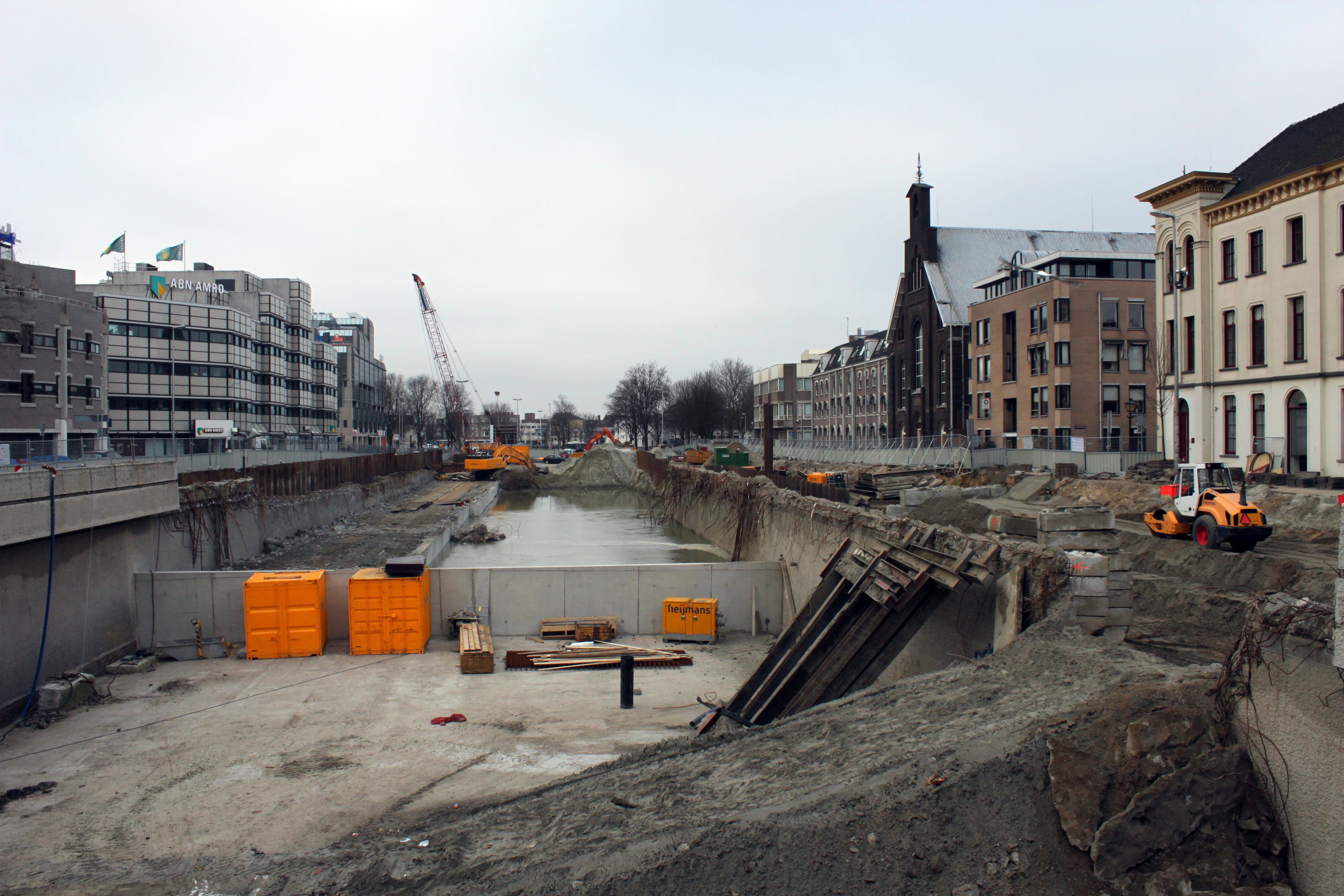
Afbraak van de Catharijnebaan, gezien vanaf de Vredenburgknoop (2011)

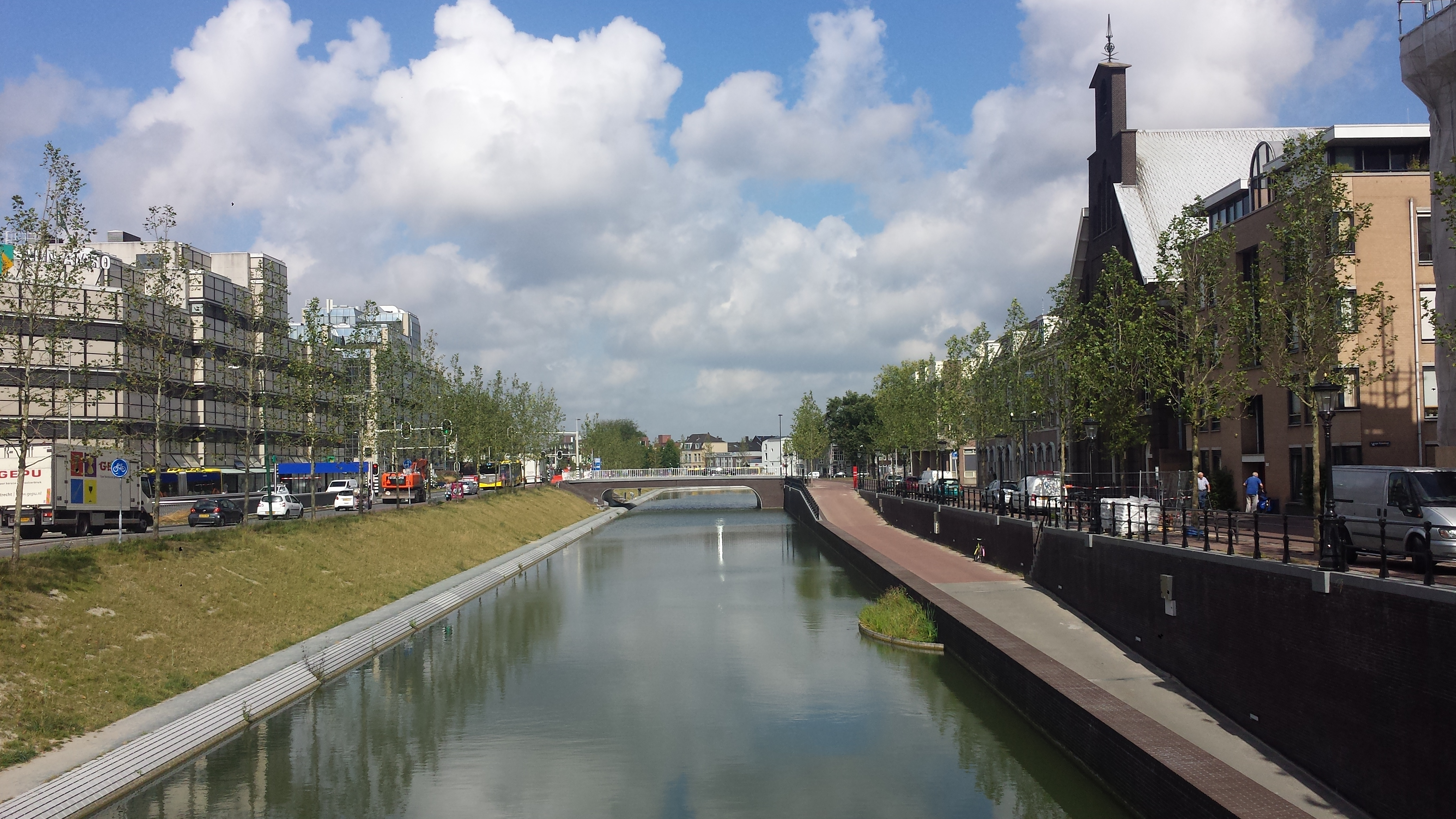
Zelfde locatie, de Catharijnebaan is opnieuw stadsgracht geworden (2016

De Catharijnebaan was van 1973 tot 2010 een korte verdiepte stadsautoweg in de Binnenstad van Utrecht, langs Hoog Catharijne. Deze autoweg werd gebouwd na het dempen van de stadsgracht op die locatie. In maart 2010 werd de Catharijnebaan definitief afgesloten voor verkeer in het kader van Aanpak Stationsgebied, en tegen 2020 opnieuw vervangen door een stadsgracht op de plaats van de stadsautoweg.
Na de heraanleg heten de stadsgracht en de straat ernaast opnieuw Catharijnesingel.

## Geschiedenis
Voor de aanleg van de verdiepte baan in de jaren 70 werd het noordelijk deel van de Catharijnesingel, onderdeel van de Stadsbuitengracht, gedempt. Hierbij kreeg dit deel van de Catharijnesingel de naam Catharijnebaan. Het lag in de bedoeling om die weg te verlengen tot een ringweg om heel de binnenstad van Utrecht, waaraan de nog aanwezige singels goeddeels opgeofferd zouden worden. Dit is uiteindelijk niet doorgegaan waardoor de Catharijnebaan verkeerstechnisch gezien nauwelijks een functie had.
Over de Catharijnebaan lagen vier viaducten, het Willemsviaduct en Moreelseviaduct tussen het Moreelsepark en de Mariaplaats, en het Vredenburgviaduct en Catharijneviaduct tussen Vredenburg, Leidseveer en Smakkelaarsveld. Twee van deze viaducten waren vernoemd naar de Willemsbrug en Catharijnebrug die voorheen over de singel lagen. Bij de viaducten lag de baan in een open tunnelbak, hier tussenin lag de weg wat hoger en waren er op- en afritten.
Daarnaast liepen er twee traverses, onderdeel van Hoog Catharijne, over de Catharijnebaan: de in 2017 afgebroken Radboudtraverse, en de in 2009 afgebroken Gildetraverse ter hoogte van Muziekcentrum Vredenburg.
In het noorden sloot de Catharijnebaan bij het Paardenveld aan op de Daalsetunnel, Amsterdamsestraatweg en Weerdsingel. In het zuiden liep de baan over in de veel smallere Catharijnesingel.